# Cicer nuristanicum
Cicer nuristanicum är en ärtväxtart som beskrevs av Siro Kitamura. Cicer nuristanicum ingår i släktet kikärter, och familjen ärtväxter. Inga underarter finns listade i Catalogue of Life.